# Lista de condados da Inglaterra
Os condados da Inglaterra são regiões utilizadas para propósitos administrativos, geográficos e políticos naquele país. Toda a Inglaterra está dividida em 48 condados cerimoniais, que também são conhecidos como 'condados geográficos'. Muitos destes condados têm origem na Antiguidade, embora outros tenham sido criados tão recentemente quanto 1974. Além da Grande Londres e das Ilhas Scilly, a Inglaterra também se divide em 83 condados metropolitanos e não-metropolitanos, áreas utilizadas para o propósito de administração local, muitos dos quais consistem de um único distrito, ou que podem ser divididos em diversos distritos. Em abril de 2009, 27 destes condados se dividiam em distritos e tinham um conselho distrital. A maior parte dos condados cerimoniais correspondem ao condado metropolitano ou não-metropolitano de mesmo nome, embora com fronteiras reduzidas.
O atual arranjo foi fruto de uma crescente reforma; de 1889 a 1974 as regiões com conselhos de condado eram conhecidas como condados administrativos, e os condados cerimoniais eram definidos separadamente. De 1974 a 1996 os condados metropolitanos e não-metropolitanos correspondiam diretamente aos condados cerimoniais. Para o propósito de organizar o correio, a Inglaterra passou a ser dividida em 48 condados postais, de 1974 a 1996; estes, no entanto, foram abandonados desde então pelo Royal Mail. Os condados são utilizados como base geográfica para diversas instituições, como a polícia e os bombeiros.
| Condado                         | Antes de 1889       | 1889–1974 | 1889–1974       | 1974+         | 1974+             | Cerimoniais actuais | Correio 1974–1996       |
| Condado                         | Antes de 1889       | Condado   | Administrativo  | Metropolitano | Não-metropolitano | Cerimoniais actuais | Correio 1974–1996       |
| ------------------------------- | ------------------- | --------- | --------------- | ------------- | ----------------- | ------------------- | ----------------------- |
| Avon                            |                     |           |                 |               | 1974–1996         |                     | Sim                     |
| Bedfordshire                    | Sim                 | Sim       | Sim             |               | 1974–2009         | Sim                 | Sim                     |
| Berkshire                       | Sim                 | Sim       | Sim             |               | Sim [ 7 ]         | Sim                 | Sim                     |
| Cidade de Bristol               | Condado corporativo | Sim       | Condado borough |               |                   | Sim                 | Cidade correio especial |
| Buckinghamshire                 | Sim                 | Sim       | Sim             |               | Sim               | Sim                 | Sim                     |
| Cambridgeshire                  | Sim                 | 1889–1965 | 1889–1965       |               | Sim               | Sim                 | Sim                     |
| Cambridgeshire e Ilha de Ely    |                     | 1965–1974 | 1965–1974       |               |                   |                     |                         |
| Cheshire                        | Sim                 | Sim       | Sim             |               | 1974–2009         | Sim                 | Sim                     |
| Cleveland                       |                     |           |                 |               | 1974–1996         |                     | Sim                     |
| Cornualha                       | Sim                 | Sim       | Sim             |               | Sim               | Sim                 | Sim                     |
| Cumberland                      | Sim                 | Sim       | Sim             |               |                   |                     |                         |
| Cumbria                         |                     |           |                 |               | Sim               | Sim                 | Sim                     |
| Derbyshire                      | Sim                 | Sim       | Sim             |               | Sim               | Sim                 | Sim                     |
| Devon                           | Sim                 | Sim       | Sim             |               | Sim               | Sim                 | Sim                     |
| Dorset                          | Sim                 | Sim       | Sim             |               | Sim               | Sim                 | Sim                     |
| Durham                          | Sim                 | Sim       | Sim             |               | Sim               | Sim                 | Sim                     |
| East Suffolk                    | Divisão             |           | Sim             |               |                   |                     |                         |
| East Sussex                     | Divisão             |           | Sim             |               | Sim               | Sim                 | Sim                     |
| Essex                           | Sim                 | Sim       | Sim             |               | Sim               | Sim                 | Sim                     |
| Gloucestershire                 | Sim                 | Sim       | Sim             |               | Sim               | Sim                 | Sim                     |
| Grande Londres                  |                     | 1965–1974 |                 | Condado       | Condado           | Sim                 |                         |
| Grande Manchester               |                     |           |                 | Sim           |                   | Sim                 |                         |
| Hampshire                       | Sim                 | Sim       | Sim             |               | Sim               | Sim                 | Sim                     |
| Hereford and Worcester          |                     |           |                 |               | 1974–1998         |                     |                         |
| Herefordshire                   | Sim                 | Sim       | Sim             |               | UA 1998+          | Sim                 | Sim                     |
| Hertfordshire                   | Sim                 | Sim       | Sim             |               | Sim               | Sim                 | Sim                     |
| Humberside                      |                     |           |                 |               | 1974–1996         |                     |                         |
| Huntingdon and Peterborough     |                     | 1965–1974 | 1965–1974       |               |                   |                     |                         |
| Huntingdonshire                 | Sim                 | 1889–1965 | 1889–1965       |               |                   |                     |                         |
| Ilha de Ely                     | Divisão             |           | 1889–1965       |               |                   |                     |                         |
| Ilha de Wight                   |                     |           | 1890–1974       |               | Sim               | Sim                 | Sim                     |
| Kent                            | Sim                 | Sim       | Sim             |               | Sim               | Sim                 | Sim                     |
| Lancashire                      | Sim                 | Sim       | Sim             |               | Sim               | Sim                 | Sim                     |
| Leicestershire                  | Sim                 | Sim       | Sim             |               | Sim               | Sim                 | Sim                     |
| Lincolnshire                    | Sim                 | Sim       |                 |               | Sim               | Sim                 | Sim                     |
| Lincolnshire, Parts of Holland  | Divisão             |           | Sim             |               |                   |                     |                         |
| Lincolnshire, Parts of Kesteven | Divisão             |           | Sim             |               |                   |                     |                         |
| Lincolnshire, Parts of Lindsey  | Divisão             |           | Sim             |               |                   |                     |                         |
| Londres                         | The Metropolis      | Sim       | Sim             |               |                   |                     | Cidade correio especial |
| Cidade de London                | Condado corporativo |           |                 |               |                   | Sim                 |                         |
| Merseyside                      |                     |           |                 | Sim           |                   | Sim                 | Sim                     |
| Middlesex                       | Sim                 | Sim       | Sim             |               |                   |                     | Sim                     |
| Norfolk                         | Sim                 | Sim       | Sim             |               | Sim               | Sim                 | Sim                     |
| Northamptonshire                | Sim                 | Sim       | Sim             |               | Sim               | Sim                 | Sim                     |
| Northumberland                  | Sim                 | Sim       | Sim             |               | Sim               | Sim                 | Sim                     |
| North Humberside                |                     |           |                 |               |                   |                     | Sim                     |
| North Yorkshire                 |                     |           |                 |               | Sim               | Sim                 | Sim                     |
| Nottinghamshire                 | Sim                 | Sim       | Sim             |               | Sim               | Sim                 | Sim                     |
| Oxfordshire                     | Sim                 | Sim       | Sim             |               | Sim               | Sim                 | Sim                     |
| Soke of Peterborough            | Liberty             |           | 1889–1965       |               |                   |                     |                         |
| Rutland                         | Sim                 | Sim       | Sim             |               | UA 1997+          | Sim                 | 2008+                   |
| Shropshire (Salop)              | Sim                 | Sim       | Sim             |               | Sim               | Sim                 | Sim                     |
| Somerset                        | Sim                 | Sim       | Sim             |               | Sim               | Sim                 | Sim                     |
| South Humberside                |                     |           |                 |               |                   |                     | Sim                     |
| South Yorkshire                 |                     |           |                 | Sim           |                   | Sim                 | Sim                     |
| Staffordshire                   | Sim                 | Sim       | Sim             |               | Sim               | Sim                 | Sim                     |
| Suffolk                         | Sim                 | Sim       |                 |               | Sim               | Sim                 | Sim                     |
| Surrey                          | Sim                 | Sim       | Sim             |               | Sim               | Sim                 | Sim                     |
| Sussex                          | Sim                 | Sim       |                 |               |                   |                     |                         |
| Tyne and Wear                   |                     |           |                 | Sim           |                   | Sim                 | Sim                     |
| Warwickshire                    | Sim                 | Sim       | Sim             |               | Sim               | Sim                 | Sim                     |
| West Midlands                   |                     |           |                 | Sim           |                   | Sim                 | Sim                     |
| Westmorland                     | Sim                 | Sim       | Sim             |               |                   |                     |                         |
| West Suffolk                    | Divisão             |           | Sim             |               |                   |                     |                         |
| West Sussex                     | Divisão             |           | Sim             |               | Sim               | Sim                 | Sim                     |
| West Yorkshire                  |                     |           |                 | Sim           |                   | Sim                 | Sim                     |
| Wiltshire                       | Sim                 | Sim       | Sim             |               | Sim               | Sim                 | Sim                     |
| Worcestershire                  | Sim                 | Sim       | Sim             |               | 1998+             | Sim                 | Sim                     |
| Yorkshire                       | Sim                 | Sim       |                 |               |                   |                     |                         |
| Yorkshire, East Riding          | Divisão             | L         | Sim             |               | UA 1996+          | Sim                 |                         |
| Yorkshire, North Riding         | Divisão             | L         | Sim             |               |                   |                     |                         |
| Yorkshire, West Riding          | Divisão             | L         | Sim             |               |                   |                     |                         |